# Diego Lugano
Diego Alfredo Lugano Moreno (ur. 2 listopada 1980 w Canelones) – były urugwajski piłkarz, obrońca.

## Kariera klubowa
Karierę zaczynał w Nacional. W latach 2001–2003 grał w Plaza Colonia. W 2003 odszedł do São Paulo FC i szybko stał się podporą defensywy brazylijskiego zespołu. Triumfował w Copa Libertadores 2005 oraz Klubowym Pucharze Świata (2005). W 2006 wywalczył tytuł mistrza Brazylii. W tym samym roku został piłkarzem Fenerbahçe, z którym w 2007 wywalczył mistrzostwo Turcji. Wyczyn ten ponowił z Fenerbahçe w 2011 roku.
23 stycznia 2013 roku, przeszedł na zasadzie wypożyczenia do Málaga CF.
| Sezon     | Klub                      | Kraj      | Rozgrywki      | Mecze | Gole | Rozgrywki Europy                    | Mecze | Bramki |
| --------- | ------------------------- | --------- | -------------- | ----- | ---- | ----------------------------------- | ----- | ------ |
| 2003      | São Paulo FC              | Brazylia  | Série A        | 24    | 2    | -                                   | -     | -      |
| 2004      | São Paulo FC              | Brazylia  | Série A        | 34    | 1    | -                                   | -     | -      |
| 2005      | São Paulo FC              | Brazylia  | Série A        | 27    | 5    | -                                   | -     | -      |
| 2006      | São Paulo FC              | Brazylia  | Série A        | 11    | 0    | -                                   | -     | -      |
| 2006/2007 | Fenerbahçe SK             | Turcja    | Süper Lig      | 24    | 4    | Liga Mistrzów UEFA Liga Europy UEFA | 2 5   | 0 1    |
| 2007/2008 | Fenerbahçe SK             | Turcja    | Süper Lig      | 23    | 0    | Liga Mistrzów UEFA                  | 11    | 1      |
| 2008/2009 | Fenerbahçe SK             | Turcja    | Süper Lig      | 25    | 7    | Liga Mistrzów UEFA                  | 9     | 0      |
| 2009/2010 | Fenerbahçe SK             | Turcja    | Süper Lig      | 25    | 3    | Liga Europy UEFA                    | 9     | 1      |
| 2010/2011 | Fenerbahçe SK             | Turcja    | Süper Lig      | 28    | 7    | Liga Europy UEFA                    | 2     | 0      |
| 2011/2012 | Paris Saint-Germain       | Francja   | Ligue 1        | 12    | 0    | Liga Europy UEFA                    | 5     | 0      |
| 2012/13   | Paris Saint-Germain       | Francja   | Ligue 1        | 0     | 0    | Liga Mistrzów UEFA                  | 0     | 0      |
| 2012/13   | Málaga CF                 | Hiszpania | Liga BBVA      | 11    | 0    | Liga Mistrzów UEFA                  | 0     | 0      |
| 2013/14   | West Bromwich Albion F.C. | Anglia    | Premier League | 8     | 1    | -                                   | -     | -      |

Stan na: 4 maja 2014 r.

## Kariera reprezentacyjna
W reprezentacji rozegrał ponad 40 spotkań. Znalazł się w kadrze na Copa América 2007 oraz na Mistrzostwach Świata w 2010, gdzie był kapitanem zespołu. Diego Lugano był również kapitanem Urugwaju na Copa América 2011, gdzie razem z drużyną zajął pierwsze miejsce na tym turnieju, a on sam otrzymał nagrodę Fair Play.